# Raggare

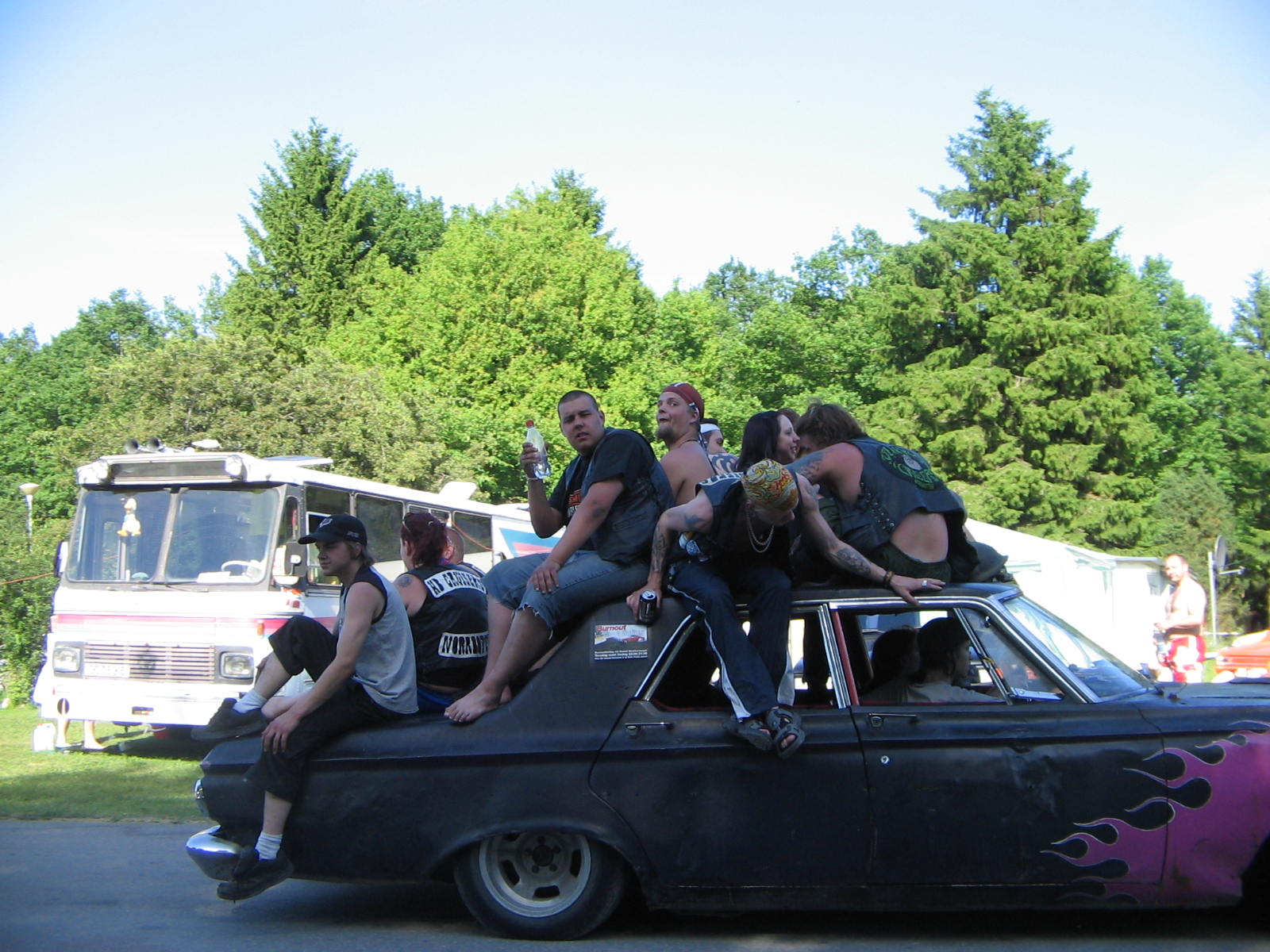
Raggare in Schweden beim Power Big Meet

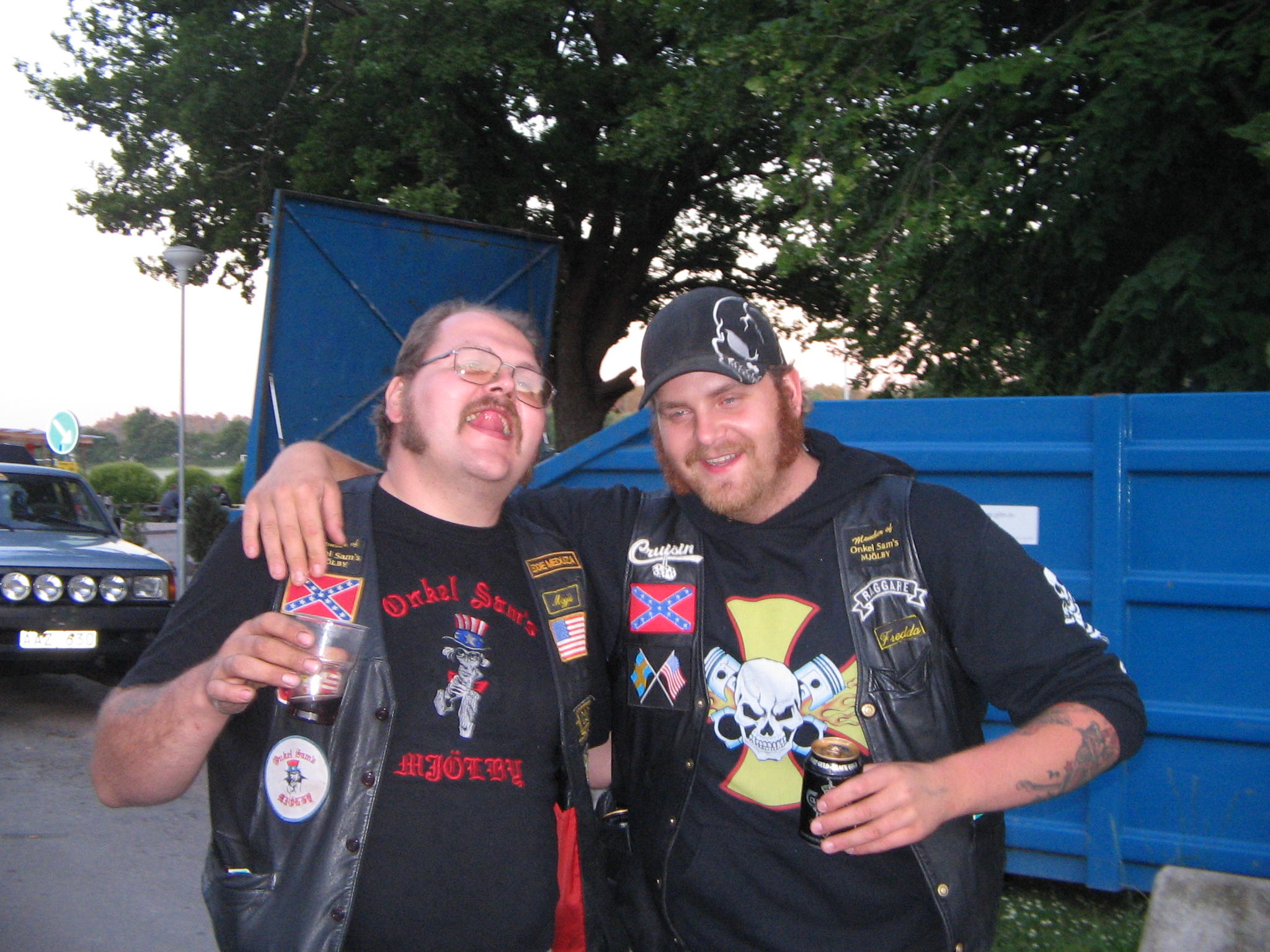
Dito, 2005

Raggare ist eine aus Schweden stammende Subkultur, die in geringerem Maß auch in anderen nord- und mitteleuropäischen Ländern existiert. Zentral ist dabei das Fahren von amerikanischen Straßenkreuzern aus den 1950er- und 60er-Jahren. Musik, Kleidung und Habitus orientieren sich am Rockabilly. Typische Erkennungszeichen sind dementsprechend pomadierte Haartollen, Backenbärte, Karohemden, Lederjacken und Jeans. Sie findet vor allem in der Arbeiterschicht und in kleinen Städten Verbreitung.

## Entwicklung
Raggare entstand in den 1950er-Jahren nach dem Vorbild der Greaser in den USA, inspiriert durch den Erfolg von Filmen wie Der Wilde mit Marlon Brando oder Jailhouse Rock. Das Wort ‚Raggare‘ leitet sich von dem Slang-Ausdruck ‚ragga‘ ab, der so viel wie „(Mädchen) aufreißen“ bedeutet. Von der Mehrheitsgesellschaft wurden sie meist als Bedrohung empfunden bzw. mit Rowdytum identifiziert, vergleichbar den sogenannten Halbstarken im deutschsprachigen Raum. Die Autos (raggarbilar) dienten zur Selbstdarstellung, als fahrendes Wohnzimmer und Musikclub und eben zum namengebenden Mitnehmen von Mädchen, die auf der Suche nach einer Mitfahrgelegenheit waren. Dieser Aspekt wurde von vielen Schweden als besonders bedrohlich wahrgenommen, weil sie um die Sicherheit und Ehre ihrer Töchter fürchteten. Als Reaktion wurde 1963 der sogenannte „Raggare-Paragraph“ erlassen, der es der Polizei erlaubte, minderjährige Mädchen – zur Not mit Gewalt – aus den Autos der Raggare zu holen und den Behörden zu überstellen. Raggarbrudar („Raggar-Bräute“) wurden als promiskuitiv abgestempelt, Zwangsmaßnahmen zu ihrem „moralischen“ und „gesundheitlichen Schutz“ reichten bis zur Sterilisation. Die ursprüngliche Raggare-Generation endete in den 1970er-Jahren, als sich die meisten ihrer Protagonisten einem bürgerlichen Leben zuwandten.
Weitere Generationen führten die Subkultur jedoch fort. Ende der 1970er-Jahre galten sie als die typischen Gegenspieler der Punker und Raggare-Gangs lieferten sich regelmäßig Prügeleien mit Punks. Die Punk-Band Rude Kids verfasste in diesem Zusammenhang 1979 den Song „Raggare is a Bunch of Motherfuckers“. Raggare erregen heutzutage kein größeres Aufsehen und keinen Schrecken mehr, sondern werden von der Mehrheitsgesellschaft eher bespöttelt, mit „Proletentum“ und „White trash“ identifiziert, so z. B. in der schwedischen Fernsehserie „Ronny & Ragge“ aus den frühen 1990ern. Raggare ist nicht mehr nur eine jugendliche Subkultur, sondern wird auch von mittelalten Menschen gepflegt, die bereits Familie haben. Raggare ist ein so bekanntes Element der schwedischen Kultur geworden, dass die schwedische Post 1996 eine 12-Kronen-Briefmarke mit einem Raggare-Motiv ausgab.
Ein typisches Symbol der Raggare ist die Flagge der Konföderierten Staaten von Amerika, die Faszination für die Kultur der amerikanischen Südstaaten, Rock ’n’ Roll und Rebellentum ausdrücken soll.